# Nuraghe Appiu

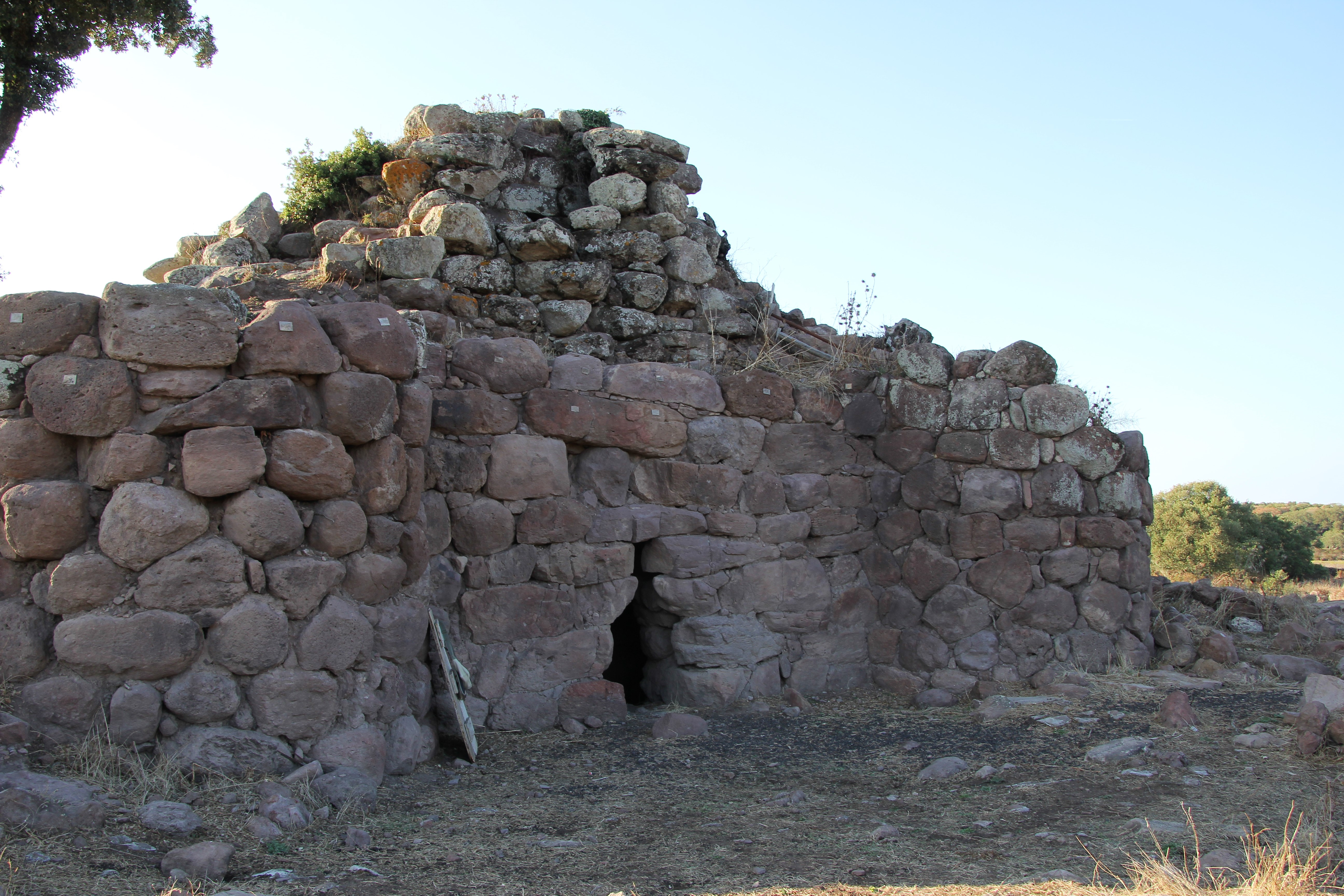
Nuraghe Appiu

Le nuraghe Appiu est un nuraghe, situé à environ dix kilomètres de Villanova Monteleone, dans la province de Sassari, dans le nord-ouest de la Sardaigne, en Italie.

## Description
La zone archéologique du nuraghe Appiu comprend le nuraghe trilobé, situé au pied du mont Cuccu, un village nuragique qui compte 200 cabanes, un autre nuraghe simple, une tombe des géants et deux petits dolmens.
À proximité se trouvent un cercle mégalithique et un temple à « Megaron ».